# 1932年逝世人物列表
1932年逝世人物列表：1月 - 2月 - 3月 - 4月 - 5月 - 6月 - 7月 - 8月 - 9月 - 10月 - 11月 - 12月
下面是1932年逝世的知名人士列表。

## 1月

### 2日
- 保羅·包，法國將軍

### 7日
- 安德烈·馬奇諾，法國軍人和政治家

### 8日
- 安東尼·瑪麗亞·阿爾蓋·蘇雷達，西班牙羅馬天主教神父和作家
- 歐羅西亞·法布裡斯，義大利羅馬天主教修女和祝福

### 12日
- 詹姆斯·費爾茨，美國報紙編輯和政治家

### 13日
- 歐內斯特·曼格納爾，英格蘭足球經理

### 18日
- 德米特裡·謝爾巴喬夫，俄羅斯將軍

### 21日
- 利顿·斯特雷奇，英國作家和傳記作家

### 24日
- 阿爾弗雷德·亞羅，英國造船商和慈善家

### 26日
- 愛德華·斯廷森，美國飛行員和飛機製造商
- 小威廉·瑞格利，美國口香糖實業家

## 2月

### 1日
- 法拉本多·马蒂，薩爾瓦多革命家（遇害）

### 2日
- 路易絲·裡德·斯托威爾，美國科學家、作家

### 8日
- 瘋狗科爾，美國黑幫
- 讓·塞薩爾·格拉齊亞尼，法國將軍
- 約爾丹·米拉諾夫，保加利亞建築師

### 10日
- 埃德加·华莱士，英國小說家和編劇

### 15日
- 米妮·馬德恩·菲斯克，美國女演員

### 16日
- 费迪南·比松，法國和平主義者，諾貝爾和平獎獲得者
- 埃德加·施派爾，美國出生的國際金融家和慈善家

### 17日
- 阿爾伯特·詹森，加拿大罪犯

### 18日
- 腓特烈·奧古斯特三世，末代薩克森國王

### 20日
- 陈珪璋，中華民國時期甘肅地方軍閥。
- 乔治·卡萨诺瓦，法國男子劍擊運動員。

### 23日
- 拉斯洛·盧卡奇，匈牙利第17任總理

### 28日
- 纪尧姆·比古尔丹，法國天文學家。

### 29日
- 乔治·克拉里奇·德鲁斯，英國植物學家，曾任牛津市市長。
- 拉蒙·卡薩斯·卡波，西班牙畫家

## 3月

### 1日
- 弗蘭克·特圖爾徹，美國音樂家
- 迪諾·坎帕納，義大利詩人

### 2日
- 十字架的安吉拉，西班牙羅馬天主教修女和聖人

### 3日
- 欧根·达尔伯特，蘇格蘭裔德國-瑞士鋼琴家，作曲家。

### 5日
- 团琢磨，日本實業家

### 6日
- 約翰·菲力浦·索薩，美國樂隊領隊、指揮家和作曲家

### 7日
- 海因里希·克萊姆-馬丁尼克，奧地利政治家，前總理
- 阿里斯蒂德·白里安，法國政治家，諾貝爾和平獎獲得者

### 8日
- 明娜·克勞歇，芬蘭社交名媛和間諜[1][2]

### 11日
- 朵拉·卡林頓，英國畫家

### 12日
- Ivar Kreuger，瑞典土木工程師和企業家，Swedish Match

### 14日
- 弗雷德里克·杰克逊·特纳，美國歷史學家
- 喬治·伊士曼，美國發明家（柯達）

### 17日
- 耶奥格·布吕斯塔，挪威男子競技體操及職業拳擊運動員。
- 伊利亞茲·弗里奧尼，阿爾巴尼亞政治家，前總理

### 18日
- 昌西·奧爾科特，美國舞臺演員和創作歌手

### 21日
- 中馬庚，日本教育家和棒球手。

### 24日
- 第四代哈裡斯男爵喬治·哈裡斯，英國板球運動員和殖民地行政長官

### 31日
- 埃本·拜尔斯，美國鋼鐵大亨和社會名流（輻射中毒）

## 4月

### 2日
- 羅斯·科格蘭，英國女演員
- 比爾·彼克特，非裔美國牛仔，父母是奴隸

### 4日
- 威廉·奥斯特瓦尔德，德國化學家，諾貝爾獎獲得者

### 20日
- 朱塞佩·皮亞諾，義大利數學家

### 22日
- 費倫茨·奧斯萊，匈牙利-斯洛維尼亞歷史學家、作家和民族領袖

### 26日
- 比爾·洛克伍德，英國板球運動員

### 27日
- 哈特·克萊恩，美國詩人

### 29日
- 何塞·费利克斯·乌里武鲁，阿根廷第22任總統

## 5月

### 3日
- 亨利·戴高乐，戴高樂的父親
- 查尔斯·福特，美國不尋常研究者

### 7日
- 保罗·杜美，法國總統（遇刺身亡）

### 8日
- 佩塔爾·古德夫，保加利亞第16任總理

### 15日
- 犬養毅，日本首相，在东京被暗杀。

### 17日
- 弗雷德里克·C·比拉德，美國海岸警衛隊司令

### 21日
- 马塞尔·布朗热，法國前男子劍擊運動員。

### 22日
- 格雷戈里夫人，愛爾蘭作家和民俗學家

### 25日
- 弗朗茲·馮·希佩爾，德國海軍上將

### 26日
- 安格聯，第3任中國海關總稅務司
- 白川義則，日本將軍（遇刺身亡）

### 30日
- 約翰·哈伯德，美國海軍上將

## 6月

### 2日
- 約翰·華特·古格里，卓越的蘇格蘭地質學家。

### 6日
- 歐內斯特·布羅什泰亞努，羅馬尼亞將軍

### 9日
- 伊迪斯·科文，澳大利亞社會改革家和政治家

### 12日
- 特奥·海姆斯凯克，荷蘭首相

### 13日
- 埃里克·博斯特伦，瑞典男子射擊運動員。
- 亞歷山大·貝瑟爾，英國海軍上將

### 14日
- 第六代溫洛克男爵亞瑟·勞利，英國殖民地行政長官

### 16日
- 費利佩·塞貢多·古茲曼，玻利維亞第30任總統

### 19日
- 索爾·普拉特耶，南非記者、政治家和作家。

### 21日
- 泰勒少校，美國自行車運動員

### 24日
- 恩斯特·波德爾，愛沙尼亞軍事指揮官

### 26日
- 阿德萊德·艾姆斯，美國女性天文學家

### 27日
- 法蘭西斯·P·達菲，加拿大裔美國羅馬天主教神父

### 29日
- 第二代達德利伯爵威廉·漢布爾·沃德，第四任澳大利亞總督

## 7月

### 5日
- 勒内-路易·贝尔，法國數學家。

### 6日
- 肯尼思·格雷厄姆，英國出生的作家

### 7日
- 亨利·艾斯特·雅各斯，美國路德宗神學家

### 9日
- 金·坎普·吉列，美國商人，安全剃鬚刀發明家

### 10日
- 瑪莎·休斯·坎農，美國政治家

### 15日
- 科內利斯·雅各斯·朗根霍芬，南非劇作家、詩人和政治家。

### 16日
- 第一代普盧默子爵赫伯特·普盧默，英國將軍

### 17日
- 羅莎·路易士·伍德伯里，美國記者、教育家

### 22日
- 范信達，加拿大發明家
- 埃里科·马拉泰斯塔，義大利無政府主義者
- 小弗洛伦茨·齐格菲尔德，美國百老匯總監

### 23日
- 艾瑪·鮑德，美國傳教士、傳教士、改革家和作家
- 滕比·大衛斯，威爾士半英里世界冠軍跑者
- 亞伯托·桑托斯·杜蒙，巴西航空先驅

## 8月

### 1日
- 蘇萊曼·德爾維納，阿爾巴尼亞政治家，阿爾巴尼亞第5任總理

### 2日
- 丹·布魯瑟茲，美國棒球運動員和 MLB 名人堂成員
- 伊格纳茨·塞佩尔，兩屆奧地利總理

### 9日
- 桑特·切凯里尼，意大利前男子劍擊運動員。

### 15日
- 特拉揚·莫索尤，羅馬尼亞將軍和政治家

### 18日
- 漢斯·曾克爾，德國海軍上將

### 19日
- 約翰內斯·肖伯，三屆奧地利總理

### 24日
- 凱特·戈登，美國婦女參政論者

### 29日
- 安東貞美，台灣日治時期第6任總督

## 9月

### 8日
- 克里斯蒂安·冯·厄棱费尔，奧地利哲學家

### 12日
- 奥维德·德克罗利，比利時心理學家和教育學家。

### 13日
- 朱利葉斯·倫琴，德荷混血古典作曲家

### 14日
- 让·克哈斯，法國布列塔尼作曲家、海軍將領。

### 16日
- 成庆龙，民國時期在東三省活動的地方抗日游擊武裝領導人
- 罗纳德·罗斯，英國醫生，諾貝爾生理學或醫學獎獲得者
- 佩格·恩特威斯爾，電影女演員

### 18日
- 楊道霖，77歲，字仁山，清朝政治人物、同進士出身。[3]
- 科內莉·卡羅琳·范·阿施·范·維克，荷蘭藝術家、雕塑家

### 20日
- 沃沃卡，派尤特幻想家

### 22日
- 克勞德·C·霍普金斯，美國廣告主管

### 23日
- 儒勒·切雷，法國海報設計師

### 25日
- 喬爾·普林格爾，美國海軍上將

### 26日
- 皮埃尔·狄盖特，比利時共產主義者，作曲家，家具製作工人

### 29日
- 傑西·波默羅伊，馬薩諸塞州最年輕的被定罪的殺人犯

### 30日
- 弗朗西斯科·卡瓦哈尔，第36任墨西哥總統[4]
- 康斯坦丁·康達，羅馬尼亞將軍和政治家，羅馬尼亞第26任總理[5]

## 10月

### 3日
- 伊曼紐爾·霍夫曼，瑞士法學家和藝術收藏家。[6]

### 5日
- 克裡斯托弗·布倫南，澳大利亞詩人和學者

### 9日
- 蔡申熙，中國工農紅軍將領，中國人民解放軍軍事家。

### 12日
- 扬尼斯·赫里萨菲斯，希臘男子競技體操運動員。

### 15日
- 伊莉莎白·雷諾，法國教師、社會主義活動家和女權主義者

### 17日
- 露西·培根，美國畫家

### 20日
- 艾吉尔·克莱门森，丹麥男子賽艇運動員。

### 22日
- 安娜·伊莉莎白·狄金森，美國演說家和講師

### 26日
- 瑪格麗特·布朗，丹佛社交名流，鐵達尼號沉沒事故的著名倖存者

### 30日
- 第三代梅休恩男爵保羅·梅休恩，英國陸軍元帥

## 11月

### 4日
- 貝爾·貝內特，美國女演員

### 9日
- 鲍尔·鲁道夫，匈牙利男子田徑運動員

### 12日
- 亞歷山德羅·托尼尼，義大利航空工程師、飛機設計師和製造商

### 14日
- 赫爾曼·本德爾，內戰外科醫生兼亞利桑那領地印第安事務總監

### 15日
- 查理斯·W·切斯納特，非裔美國作家、散文家和政治活動家

### 16日
- 萊奧尼達斯·普拉斯，厄瓜多第16任總統

### 22日
- 威廉·沃克·阿特金森，美國作家

### 29日
- 弗兰克·狄克逊，加拿大男子棍網球運動員。

## 12月

### 2日
- 阿馬德奧·維維斯，西班牙作曲家

### 4日
- 古斯塔夫·梅林克，奧地利作家

### 8日
- 葛楚德·傑克爾，英國園林設計師、作家和藝術家

### 9日
- 羅基亞·薩哈瓦特·海珊，孟加拉國作家和社會工作者
- 伊薩·伊本·阿裡·阿勒哈利法，巴林的哈基姆

### 10日
- 路易·奥科克，19世紀法國珠寶商和金匠

### 18日
- 爱德华·伯恩施坦，德國社會主義者

### 19日
- 尹奉吉，朝鮮獨立運動家，在日本被鎗決

### 26日
- 馬克斯·羅傑斯，美國沃德維利亞人

### 27日
- 约翰·约瑟夫·卡蒂，美國電氣工程師，電話線和相關技術的主要貢獻者。

### 28日
- 瑪律科姆·惠特曼，美國網球運動員

## 日期不詳
- 程克绳
- 成德 (达斡尔族)
- 戴克敏
- 鄧志昂